# Lepanthopsis serrulata
Lepanthopsis serrulata là một loài thực vật có hoa trong họ Lan. Loài này được (Cogn.) Hespenh. & Garay mô tả khoa học đầu tiên năm 1968.